# Episodi di L'incredibile Hulk (quinta stagione)
La quinta stagione della serie televisiva L'incredibile Hulk è stata trasmessa dal canale Universal Pictures.
Il cast regolare di questa stagione è composta da: 
- Bill Bixby: David Bruce Banner
- Lou Ferrigno: Hulk
- Jack Colvin: Jack McGee (presente nell'episodio: Triangle)

| nº | Titolo originale | Titolo italiano    | Prima TV USA     | Prima TV Italia                                                               |
| -- | ---------------- | ------------------ | ---------------- | ----------------------------------------------------------------------------- |
| 1  | The Phenom       | Il Fenomeno        | 2 ottobre 1981   |                                                                               |
| 2  | Two Godmothers   | Due Donne          | 9 ottobre 1981   |                                                                               |
| 3  | Veteran          | Il Veterano        | 16 ottobre 1981  |                                                                               |
| 4  | Sanctuary        | Sanctuary          | 6 novembre 1981  | Trasmesso su Fox Retro nel 2012 in lingua originale e sottotitoli in italiano |
| 5  | Triangle         | Triangle           | 13 novembre 1981 | Trasmesso su Fox Retro nel 2012 in lingua originale e sottotitoli in italiano |
| 6  | Slaves           | Slaves             | 5 maggio 1982    | Trasmesso su Fox Retro nel 2012 in lingua originale e sottotitoli in italiano |
| 7  | A Minor Problem  | Un problema minore | 12 maggio 1982   |                                                                               |

## Il Fenomeno
- Titolo originale: The Phenom
- Diretto da: Bernard McEveety
- Scritto da: Reuben Leder

### Trama
Mentre sta viaggiando verso Miami, diretto ai laboratori Cotton, David accetta un passaggio da Joe, un ragazzone ingenuo e poco colto, che avendo un enorme talento, spera di essere esaminato per poter far parte come lanciatore, in una squadra di baseball. Un manager sportivo senza scrupoli, Devlin, vuole far firmare un contratto a Joe, e lo illude che lo farà diventare un campione strapagato. D'accordo con il vecchio giornalista alcolizzato Cyrus, allontana David da Joe, offrendogli un lavoro. Propone a David che accetta, di mettere insieme i suoi appunti per farne degli articoli sportivi e inviarli al giornale a nome suo. Audrey concupisce Joe dietro gli ordini di Devlin, e fanno in modo che Joe allontani David. Audrey si pente di averlo ingannato e Joe cerca David per scusarsi, avendo capito che erano consigli sinceri i suoi. Joe arriva con David allo stadio, ma vengono bloccati dai gorilla di Devlin, non vogliono farli entrare e cominciano a picchiarli. Joe viene portato dentro allo stadio da Hulk, facendo un'entrata spettacolare e colpendo la palla con la mazza. Joe viene preso come titolare della squadra e Cyrus lo aiuterà a trovargli un buon agente.
- Altri interpreti:  Brett Cullen (Joe Dumming), Anne Lockhart (Audrey), Dick O'Neill (Cyrus T. McCormack).

## Due Donne
- Titolo originale: Two Godmothers
- Diretto da: Michael Vejar
- Scritto da: Reuben Leder

### Trama
Tre detenute, di cui una incinta, fuggono da un carcere femminile.
La direttrice del carcere inizia subito la caccia agli evasi e David, che questa volta lavora come fattorino, si vedrà costretto ad aiutare le fuggiasche.
- Altri interpreti: Kathleen Nolan (Hackett), Suzanne Charny (Barbara Davis), Sandra Kerns (Sondra), Gloria Gifford (Grubb), Penny Peyser (Lannie).

## Il Veterano
- Titolo originale: Veteran
- Diretto da: Michael Vejar
- Scritto da: Nicholas Corea (storia), Reuben Leder

### Trama
David 'Barnes' soccorre un uomo che viene aggredito per strada e lo ospita nel suo appartamento. Costui si presenta come Doug Hewitt, appena tornato dalla guerra in Vietnam. Dopo aver lasciato il suo appartamento, Doug però vuole completare la sua vendetta verso Harrison Cole, ex commilitone in Vietnam, ritenendolo responsabile della morte di suo fratello, uccidendolo proprio nel giorno della sua candidatura a governatore, e così si barrica nella palestra di Lisa Morgan, adiacente proprio al palco dove parlerà Cole. David cerca di fermarlo presentandosi a Cole, ma viene fermato in modo brutale, così decide di rivolgersi alla polizia. Ci penseranno Lisa ed Hulk a fermare Doug…
- Altri interpreti: Paul Koslo (Doug Hewitt), Bruce Gray (Harrison Cole), Wendy Girard (Lisa Morgan), Richard Yniguez (Frank Rivera)

## Sanctuary
Trasmesso su Fox Retro nel 2012 in lingua originale e sottotitoli in italiano
- Titolo originale: Sanctuary
- Diretto da: Chuck Bowman
- Scritto da: Deborah Dean Davis

### Trama
Un ragazzo fugge da un'organizzazione che importa clandestini e si rifugia nel convento della Missione San Miguel, diretto dall'intarprendente suor Anita, dove David lavora come inserviente. Suor Anita chiede la collaborazione di David spacciandolo come Padre Costa,il missionario che dovrebbe occuparsi di mediare col boss Patrero, ma solo l'intervento di Hulk toglierà le religiose dai guai. 
- Altri interpreti: Diana Muldaur (Suora Anita), Fausto Barajas (Rudy), Guillermo San Juan (Roberto), Jerry Hardin (Sceriffo Dean), Edie McClurg (Suora Mary Catherine), Henry Darrow (Patrero), Michael Santiago (Padre Costa)

## Triangle
Trasmesso su Fox Retro nel 2012 in lingua originale e sottotitoli in italiano
- Titolo originale: Triangle
- Diretto da: Michael Vejar
- Scritto da: Andrew Schneider

### Trama
David lavora come taglialegna a Jordantown e comincia ad innamorarsi di Weber Gale. Purtroppo, anche il ricco magnate Ellis Jordan ha impostato la sua mente su di lei, e i suoi scagnozzi cercano di forzare David a lasciare la città.
- Altri interpreti: Peter Mark Richman (Ellis Jordan), Charles Napier (Bert), Mickey Jones (George), Andrea Marcovicci (Gale Weber).

## Slaves
Trasmesso su Fox Retro nel 2012 in lingua originale e sottotitoli in italiano
- Titolo originale: Slaves
- Diretto da: John Liberti
- Scritto da: Jeri Taylor

### Trama
David mentre fa autostop, soccorre una ragazza che è appena uscita di strada col suo furgone nel tentativo di evitare un cane. I due accettano il passaggio di un tale, Isaac Ross, un ex galeotto che li conduce in una località isolata prometteno loro il pezzo di ricambio che manca alla macchina di Christy. In realtà vengono catturati e condotti in una miniera, dove insieme ad un altro detenuto verranno ridotti in schiavitù per cercare l'oro per conto suo e del suo socio Roy, un ex guardia carceraria. Non appena trovano l'oro, iniziano le frizioni tra  Isaac e Roy, e quando quest'ultimo per ripicca decide di distruggere la miniera con la dinamite, Hulk mette tutti in salvo. 
- Altri interpreti: John Hancock (Isaac Whittier Ross), Charles Tyner (Roy), Jeffrey Kramer (Marty), Faye Grant (Christy).

## Un problema minore
- Titolo originale: A Minor Problem
- Diretto da: Michael Preece
- Scritto da: Diane Frolov

### Trama
David è stato convocato per un lavoro a Rocksprings dai laboratori Dere, ma trova la cittadina disabitata addirittura con i preparativi di una festa al parco interrotta. Trova solo un cane e Patty, che lo mette al corrente che la città è stata evacuata la mattina stessa, perché secondo Cunnimgham, responsabile dei laboratori Dere, c'è stato un "piccolo problema" di contaminazione da clorina, invece è contaminazione da batteri E.CO.LI (R6), perché Cunningham fa degli esperimenti sul DNA senza impianti di sicurezza. Patty, poiché lavora lì, vuole prendere dei documenti e denunciare le irregolarità. Tre ragazzi approfittando della città vuota, tornano per rubare, e quando David e Patty cercano di bloccarli dal mangiare cibo contaminato, reagiscono. Dei tre ragazzi solo uno si salva, ma contaminato. Cunningham con due dei suoi uomini arrivano protetti da tute, per nascondere le prove della contaminazione da batteri, prima dell'arrivo della vera squadra di decontaminazione inviata dal governo. David, Patty e il ragazzo arrivano al laboratorio. Patty è contaminata e come il ragazzo comincia ad avere chiazze sulla pelle e dolori, David gli inietta dell'antibiotico. Anche David comincia ad avvertire gli stessi loro sintomi. Patty prende i documenti inseguita da Cunningham. David comincia ad avere sintomi dolorosi e si trasforma in Hulk. David, Patty, il ragazzo e il cane partono per l'ospedale. Patty ha con sé i documenti.
- Altri interpreti: Nancy Lee Grahn (Patty Knowlton), Linden Chiles (Cunningham), Lisa Jane Persky (Rita), Gary Vinson (Sperling).